# 1995 BQ3

1995 BQ3

1995 BQ3 är en asteroid i huvudbältet som upptäcktes den 31 januari 1995 av den japanska astronomen Takao Kobayashi vid Ōizumi-observatoriet.
Asteroiden har en diameter på ungefär 6 kilometer.